# Aardboogkever
De aardboogkever (Trechoblemus micros) is een keversoort uit de familie loopkevers (Carabidae). De wetenschappelijke naam van de soort werd in 1784 gepubliceerd door Johann Friedrich Wilhelm Herbst in Füessly.